# Haraucourt-sur-Seille
Haraucourt-sur-Seille település Franciaországban, Moselle megyében. Lakosainak száma 109 fő (2022. január 1.). Haraucourt-sur-Seille Château-Voué, Hampont, Marsal, Moyenvic és Saint-Médard községekkel határos.

## Népesség
A település népességének változása:
| Lakosok száma | 139  | 129  | 136  | 123  | 113  | 109  | 103  | 106  | 105  | 109  |
|               | 1968 | 1982 | 1990 | 2006 | 2013 | 2015 | 2017 | 2019 | 2020 | 2022 |